# Autogram
Autogram è il sedicesimo album in studio della cantante serba Ceca, pubblicato nel 2016.

## Tracce
1. Autogram – 3:13 (testo: Marina Tucaković, Milan Radulović – musica: Damir Handanović, Mirko Gavrić)
2. Dobrotvorne svrhe – 3:31 (testo: Ljiljana Jorgovanović, Marina Tucaković – musica: Bojan Vasić)
3. Didule – 3:24 (testo: Marina Tucaković – musica: Damir Handanović, Mirko Gavrić)
4. Trepni – 4:20 (testo: Ljiljana Jorgovanović, Marina Tucaković – musica: Bojan Vasić)
5. Metar odavde – 3:32 (testo: Marina Tucaković, Aleksandar Tomić – musica: Bojan Vasić)
6. Anđeo drugog reda – 3:11 (testo: Ljiljana Jorgovanović, Marina Tucaković – musica: Damir Handanović)
7. Luda za sebe – 3:01 (testo: Marina Tucaković – musica: Kiki Lesendrić)
8. Cigani – 3:25 (testo: Ljiljana Jorgovanović, Marina Tucaković – musica: Damir Handanović, Mirko Gavrić)
9. Netačan odgovor – 3:24 (testo: Marina Tucaković – musica: Damir Handanović)
10. Jadna ti je moja moć – 3:10 (testo: Marina Tucaković – musica: Damir Handanović, Dušan Alagić, Endži Mavrić)
11. Nevinost – 4:20 (testo: Biljana Spasić – musica: Milan Dimitrijević, Husa Alijević, Damir Handanović)